# Associazione Del Calcio Di Vicenza 1923-1924
Questa voce raccoglie le informazioni riguardanti l'Associazione Calcio Vicenza nelle competizioni ufficiali della stagione 1923-1924.

## Stagione
In questa stagione il Vicenza giunge al 1º posto nel Girone C di Terza Divisione venendo promosso in Seconda Divisione arrivando 1º nel girone finale dopo aver vinto lo spareggio a Portogruaro contro la Pro Gorizia.

## Rosa
| N. |                   | Ruolo | Calciatore        |
| -- | ----------------- | ----- | ----------------- |
|    | Italia (bandiera) | P     | Attilio Saccomani |
|    | Italia (bandiera) | D     | Tullio Capraro    |
|    | Italia (bandiera) | D     | Vittorio Facco    |
|    | Italia (bandiera) | D     | Luigi Liotto      |
|    | Italia (bandiera) | D     | Egisto Marcato    |
|    | Italia (bandiera) | D     | Felice Montemezzo |
|    | Italia (bandiera) | D     | Rodolfo Zorzi     |

| N. |                   | Ruolo | Calciatore        |
| -- | ----------------- | ----- | ----------------- |
|    | Italia (bandiera) | C     | Giovanni Capraro  |
|    | Italia (bandiera) | C     | Gaetano Griggio   |
|    | Italia (bandiera) | C     | Bruno Magagnin    |
|    | Italia (bandiera) | A     | Luigi Balzelli    |
|    | Italia (bandiera) | A     | Felice Bortolotto |
|    | Italia (bandiera) | A     | Virginio Furegon  |
|    | Italia (bandiera) | A     | Felice Viero      |